# Bronze de sódio-tungsténio

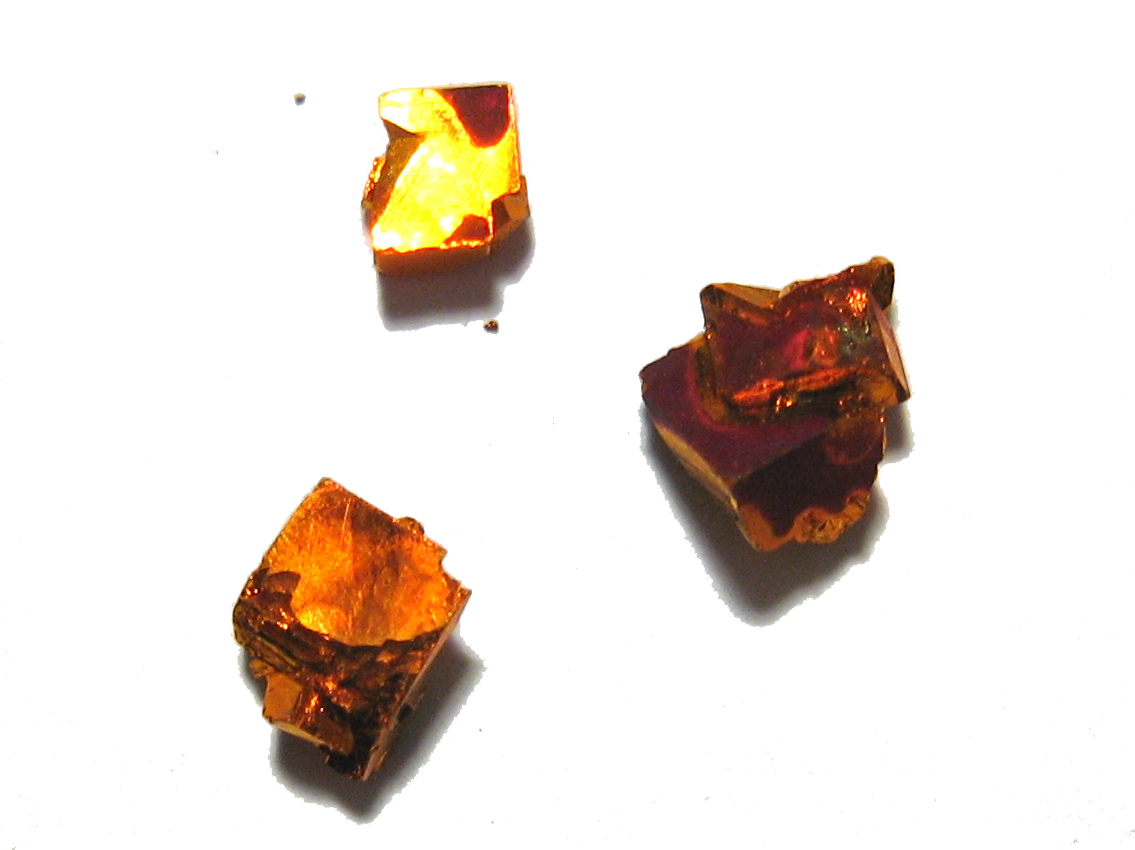
Três cristais de bronze de sódio-tungsténio, mostrando o seu brilho e coloração.

O bronze de sódio-tungsténio é uma forma de composto de intercalação com fórmula NaxWO3, em que x é igual ou menor que 1. Assim designado devido ao seu brilho metálico, as suas propriedades elétricas vão de semicondutoras a metálicas dependendo da concentração de iões de sódio presentes; pode também exibir supercondutividade.

## História
Preparado em 1823 pelo químico Friedrich Wöhler, o bronze de sódio-tungsténio foi o primeiro bronze de metal alcalino a ser descoberto.
Por causa da estabilidade relativa do catião tungsténio (V) que se forma, só na década de 1960 foram descobertos os bronzes de molibdénio.

## Propriedade
O bronze de sódio-tungsténio, como ouros bronzes de tungsténio, é resistente à reação química tanto em condições ácidas como alcalinas. A cor depende da proporção de sódio no composto, indo do dourado com x≈0,9, passando pelo vermelho, laranja e púrpura, até ao preto-azulado para x≈0,3.
A resistividade elétrica do bronze depende da proporção de sódio no composto, com resistências específicas de 1,66 mΩ medidas em algumas amostras. Foi sugerido que os eletrões, libertados quando os átomos de sódio são ionizados, são prontamente conduzidos pelas orbitais t2g do tungsténio e π do oxigénio. Tal pode ser observado nos espectros de XPS and UPS: o pico que representa a banda 5d do tungsténio torna-se mais intenso à medida que x aumenta.
Para valores de x abaixo de 0,3, o bronze é semicondutor em vez de metálico. Quando arrefecido suficientemente, o bronze de sódio-tungsténio torna-se supercondutor, com temperatura crítica (Tc) para Na0,23WO3 de aproximadamente 2,2 K. O primeiro registo de supercondutividade num bronze de tungsténio foi feito em 1964, com Tc de 0,57 K.

## Estrutura

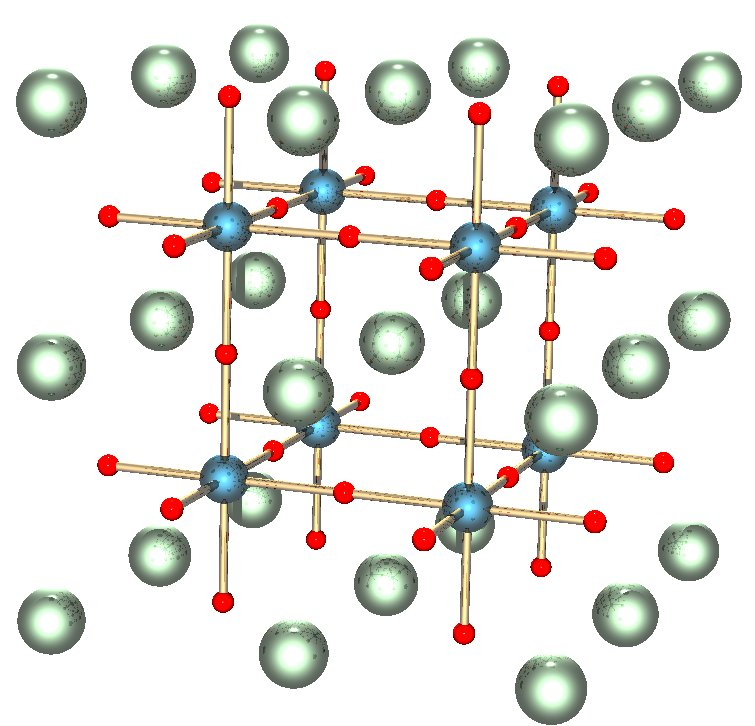
Estrutura de cristal de perovskite com fórmula ABX_{3}.

Quando x=1, o bronze de sódio-tungsténio adopta uma fase cúbica: a estrutura perovskite. Nesta forma, a estrutura consiste de octaedros de WO6 partilhando vértices com iões de sódio nos espaços intersticiais. Para valores de x entre 0,9 e 0,3, a estrutura permanece semelhante mas com maior deficiência de iões de sódio e uma parâmetro de malha menor.
Podem ser adoptados vários outros tipos de estruturas, com propriedades elétricas variáveis: as fases cúbica, tetragonal I e hexagonal são metálicas, enquanto as estruturas ortorrômbica e tetragonal II são semicondutoras.

## Síntese
A síntese feita por Wöhler em 1823, envolvia a redução de tungstato de sódio e trióxido de tungsténio com gás hidrogénio a temperatura elevada. Uma abordagem mais moderna reduz os reagentes fundidos com eletricidade em vez do hidrogénio. Também é possível a síntese com micro-ondas, usando pó de tungsténio como agente redutor.

## Compostos relacionados
O sódio deste composto pode ser substituído por outros metais alcalinos para formar os seus bronzes de tungsténio, e por outros metais como o estanho e o chumbo. Também existem bronzes de molibdénio mas são menos estáveis que os seus equivalente de tungsténio.